# 米切爾·費根鮑姆
米切爾·傑伊·費根鮑姆（英語：Mitchell Jay Feigenbaum，1944年12月19日—2019年6月30日），美國數學物理學家，混沌理論的先驅，發現了費根鮑姆常數。

## 生平
父親是波蘭移民至美國的分析化學家，母親是烏克蘭人，他們生有三個孩子：愛德華、米切爾和Glenda。愛德華有著神童的一切特質，米切爾卻非。
米切爾·費根鮑姆並不享受他的中小學生活。他在12歲時自學鋼琴，高中時自學微積分。他又從父親的朋友得到一部有交換線路的機器和一份由克劳德·艾尔伍德·香农所寫、關於布林邏輯的論文。這些東西都令費根鮑姆著迷。
1960年2月他入讀紐約市立學院電機工程。他上了所有數學和物理課程，用了不足4年便畢業。接着他入讀MIT，最初打算研究電機工程的，最後轉到物理系研讀廣義相對論，不過他仍是自學這門學問的。他的正式課程有量子力學、經典力學和複函數論。他在參觀紐約理工大學布魯克林分校時首次使用電腦，並在一小時內便寫了一個用牛頓法開方的程式。
1970年取得博士學位，然後在康乃爾大學當研究助理，做了兩年就到維吉尼亞理工大學工作了兩年。這些工作令他不能做重大的工作，因為做了一年便要謀定之後的工作。1974年他找到拉斯羅沙拉摩斯鎮國家科學實驗室的長期研究工作。可是他不專注研究小組想做的東西，那年12月他得了一部HP65計算器，他常常抱着它編寫程式。
1975年8月，他就是拿着計算器而發現一個和混沌、單峰映象的周期點有關的數，即後來的費根鮑姆常數。1976年4月，他完成了首篇關於這個數的論文，也是他第二篇論文，11月他寫了一篇更技術性的論文，這兩篇論文都被彈回。人們意識到這個理論的重要性後，最終都能分別在1978年和1979年出現於期刊。
1982年他成為康乃爾大學教授。1986年獲沃爾夫物理獎，同年任洛克斐勒大學教授。
他的其他貢獻有發現了碎形在地圖學的應用。

## 費根鮑姆常數
1975年發現一個可藉由實驗測量的特殊數字稱為費根鮑姆分叉速度常數δ（英文：Feigenbaum bifurcation velocity constant），以及費根鮑姆減少參數α（英文：Feigenbaum reduction parameter）
δ與每一種產生混沌系統的周期倍增級聯（英文：Period-doubling cascade）都有關係，水、電子電路、鐘擺、液態氣體、磁體、車輪振動等等實驗中可以見到此定量，可以說它的地位與π跟圓的關係一樣是非常重要。
- δ=4.669201609102990671853203820466201617258185577475768632745651343004134....
- α=2.502907875095892822283902873218215786381271376727149977336192056...

此一定量表示了，混沌現象表面上是雜亂毫無章法，但有著明確的規則。